# John Grierson

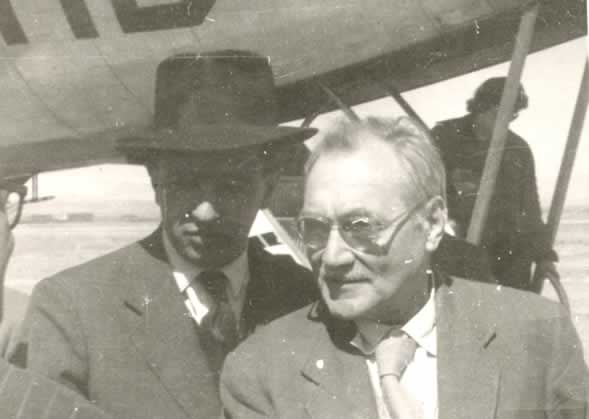
John Grierson (rechts) mit dem bolivianischen Filmemacher Jorge Ruiz 1955

John Grierson (* 26. April 1898 in Deanston bei Doune, Schottland; † 19. Februar 1972 in Bath, England) war ein britischer Dokumentarfilmregisseur und -produzent. Er gilt als „Vater des britischen und kanadischen Dokumentarfilms“ und ihm wird die Einführung des Begriffes „documentary“ zugeschrieben.

## Ausbildung und Weg zum Film
Von seinen Eltern wurde er im Sinne liberaler, humanistischer Ideale und calvinistischer Moral und Ansichten erzogen. Nachdem er während des Ersten Weltkrieges als Minenräumer in der Royal Navy eingesetzt war, ging er zum Studium auf die Universität Glasgow und war dort in linksaktivistischen Kreisen engagiert. Mit einem Stipendium studierte er ab 1924 in den USA an der University of Chicago, in Columbia und an der University of Wisconsin–Madison. Sein Forschungsthema war Propagandapsychologie und der Einfluss von Presse, Film und anderen Massenmedien auf die öffentliche Meinungsbildung.
Grierson hatte ein besonderes Augenmerk auf die Boulevardpresse, die er für eine Bedrohung der Demokratie hielt. Er sah in den USA Tendenzen für politischen Reaktionismus, antidemokratische Neigungen und politische Gleichgültigkeit. Verantwortlich hierfür hielt er die Komplexität und Undurchschaubarkeit der Gesellschaft für den einfachen Bürger. Mit Aufklärung und Einbindung der Bürger in politische Entscheidungen, glaubte Grierson, müsse dem gegengesteuert werden. Ein Mittel hierzu sah er im Film.
Grierson begann für die New York Sun Filmkritiken zu schreiben. In einer Kritik zu Robert Flahertys Südseefilm Moana (1926) prägte er dabei die Bezeichnung „documentary“ (NY Sun, 8. Februar 1926: „Of course Moana, being a visual account of events in the daily life of a Polynesian youth and his family, has documentary value“).
Er kam in seiner Arbeit auch mit bahnbrechenden Werken ausländischer Filmindustrien in Berührung und wurde unter anderem von Sergei Eisensteins Schnitttechnik und Montagetheorie, wie dieser sie in Panzerkreuzer Potemkin angewendet hatte, beeinflusst.

## Dokumentarfilmbewegung in Großbritannien
Ende der 1920er Jahre ging Grierson mit der Idee zurück nach England, dass Film volksbildend und moralisierend sein und mit seiner propagandistischen Wirkung zur Überwindung der Großen Depression in Großbritannien der 20er Jahre beitragen könne. Obwohl er den Exotismus Robert Flahertys ablehnte, war Grierson von dessen dokumentarischer Arbeit begeistert und plante, das Leben auch der gewöhnlichen Menschen in seiner Heimat zu dokumentieren.
Grierson bekam eine Stelle im Empire Marketing Board (EMB), einer Agentur der britischen Regierung für Öffentlichkeitsarbeit zur Unterstützung des britischen Welthandels. Etwa 1930 konnte er von der Einrichtung einer Filmabteilung überzeugen und wurde deren Direktor. Damit begann die britische Dokumentarfilmbewegung.
Bereits Ende 1929 hatte Grierson gemeinsam mit seinem Kameramann Basil Emmott seinen ersten Film Drifters produziert. Der Film zeigt die Arbeit der Heringsfischer in der Nordsee. Er unterscheidet sich von seinen Dokumentarfilmvorgängern hauptsächlich dadurch, dass fast keine Szene des Films inszeniert wurde. Die Wahl des Themas soll weniger dem eigenen Interesse Griersons als seiner Entdeckung, dass die Fischerei ein Steckenpferd seines Finanziers war, geschuldet sein. Drifters hatte seine Erstaufführung gemeinsam mit Panzerkreuzer Potemkins Großbritannienpremiere und erhielt gute Kritiken.
Nach diesem Erfolg konzentrierte sich Griersons Arbeit hauptsächlich auf organisatorische Aufgaben der Filmproduktion innerhalb der EMB. Zwischen 1930 und 1933 engagierte er junge Filmemacher wie Basil Wright, Edgar Anstey, Stuart Legg, Paul Rotha, Arthur Elton, Humphrey Jennings, Harry Watt und Alberto Cavalcanti in der Filmabteilung und war eher beratend tätig. Grierson konnte auch Robert Flaherty zur Mitarbeit bewegen, der in England mit Industrial Britain (1933) und vor allem Man of Aran (1934) beispielhafte Dokumentarfilme schuf.
Als Folge der weltweiten Wirtschaftsdepression wurde auch die Filmabteilung der EMB aufgelöst und Griersons Vorgesetzter bei EMB ging zur General Post Office (GPO) als Manager für Öffentlichkeitsarbeit. Er brachte die Filmabteilung, nunmehr als GPO Film Unit, auch dort unter und zu den ersten Produktionen gehörte Night Mail (Regie: Basil Wright und Harry Watt), der das moderne Postwesen am Beispiel des Postzugs von London nach Schottland zeigte, aber auch der preisgekrönte Dokumentarfilm The Song of Ceylon.
1938 ging Grierson auf Einladung der kanadischen Regierung nach Kanada und schuf dort die nationale Filmproduktionsgesellschaft National Film Board of Canada, deren erster Leiter er wurde. Mit Eintritt Kanadas in den Zweiten Weltkrieg wurden dort hauptsächlich Propagandafilme produziert. Während des Zweiten Weltkrieges beriet er Premierminister William Lyon Mackenzie King als Generaldirektor des Wartime Information Board. Von 1957 bis 1967 war Grierson für das schottische Fernsehen tätig. 1957 erhielt er den Canadian Film Award.
Griersons jüngere Schwester Ruby Grierson wurde ebenfalls Dokumentarfilmregisseurin und -produzentin.

## Filmografie
Als Regisseur
- Drifters (1929)
- Granton Trawler (1934)

Als Kameramann
- The Private Life of the Gannets (1934)

Als Produzent und Berater
- O'er Hill and Dale (Basil Wright 1932)
- Cargo from Jamaica (Basil Wright 1933)
- Industrial Britain (Robert Flaherty 1933)
- Cable Ship (Alexander Shaw und Stuart Legg 1933)
- Coming of the Dial (Stuart Legg 1933)
- Liner Cruising South (Basil Wright 1933)
- Man of Aran (Robert Flaherty 1934)
- New Operator (Stuart Legg 1934)
- Pett and Pott: A Fairy Story of the Suburbs (Alberto Cavalcanti 1934)
- Post Haste (Humphrey Jennings 1934)
- Spring Comes to England (Donald Taylor 1934)
- Six-thirty Collection (Harry Watt und Edgar Anstey 1934)
- The Song of Ceylon (Basil Wright 1934)
- BBC: The Voice of Britain (Stuart Legg 1935)
- A Colour Box (Len Lye 1935)
- Housing Problems (Edgar Anstey und Arthur Elton 1935)
- Introducing the Dial (Stuart Legg 1935)
- Coal Face (Alberto Cavalcanti 1935)
- B.B.C. Droitwich (Harry Watt 1935)
- Night Mail (Basil Wright und Harry Watt 1936)
- Saving of Bill Blewitt (Basil Wright  1936)
- Line To The Tschierva Hut (Alberto Cavalcanti 1937)
- Children At School (Basil Wright 1937)
- We Live In Two Worlds (Alberto Cavalcanti  1937)
- Daily Round (Richard Massingham und Karl Urbahn  1937)
- Trade Tattoo (Len Lye  1937)
- The Face of Scotland (Basil Wright  1938)
- The Londoners (John Taylor  1939)
- Judgement Deferred (John Baxter  1951)
- Brandy for the Parson (John Eldridge  1952)
- The Brave Don't Cry (Philip Leacock  1952)
- Miss Robin Hood (John Guillermin  1952)
- Time Gentlemen Please! (Lewis Gilbert  1952)
- You're Only Young Twice (Terry Bishop  1952)
- Man of Africa (Cyril Frankel  1953)
- Background (Daniel Birt  1953)
- Laxdale Hall (John Eldridge  1953)
- The Oracle (C. M. Pennington-Richards  1953)
- Child's Play (Margaret Thomson  1954)
- Devil on Horseback (Cyril Frankel  1954)
- Seawards the Great Ships (Hilary Harris  1960)
- The Heart of Scotland (Laurence Henson  1961)
- The Creative Process (Donald McWilliams  1961)

## Dokumentationen über Grierson
- Grierson, Produktion und Regie: Roger Blais,  Montreal, Que.: National Film Board of Canada, 1973, 57 min.[2]